# Дамир Бајс
Дамир Бајс (хрв. Damir Bajs; Пакрац, 7. октобар 1964) је хрватски политичар.

## Биографија
Дипломирао је 1991. године на Правном факултету у Загребу. 
Од априла 1995. године био је секретар Бјеловарско-билогорске жупаније, а од 30. јуна 2000. године је на дужности жупана.
Дана 12. јануара 2008. именован је за министра туризма у коалиционој Санадеровој влади, из квоте ХСС-a. 
Пре њега министар туризма био је Божидар Калмета као министар мора, туризма, промета и развоја.